# Red Tails
Red Tails là một bộ phim chiến tranh của Mỹ năm 2012 do Anthony Hemingway đạo diễn trong vai trò đầu tay, có sự tham gia của Terrence Howard và Cuba Gooding Jr.. Phim về Tuskegee Airmen, một nhóm người Mỹ gốc Phi của lực lượng không quân Hoa Kỳ (USAAF) phục vụ trong Thế chiến hai. Các nhân vật trong phim đều là hư cấu dù dựa trên những cá nhân có thật. Phim do Lucasfilm sản xuất và phát hành bởi 20th Century Fox. Đây cũng là phim chiếu rạp đầu tiên của Cuba Gooding Jr. trong 5 năm kể từ Daddy Day Camp (2007).